# Mimomulciber strandiellus
Mimomulciber strandiellus är en skalbaggsart som beskrevs av Stefan von Breuning 1942. Mimomulciber strandiellus ingår i släktet Mimomulciber och familjen långhorningar. Inga underarter finns listade i Catalogue of Life.